# Moses Opondo
Moses Opondo (født 28. oktober 1997) er en ugandisk fodboldspiller, der spiller for FC Fredericia og Ugandas fodboldlandshold.

## Baggrund
Han er født i Uganda, men flyttede til Danmark med sin mor i en alder af fire år. Familien flyttede først til Skagen og siden til Frederikshavn.

## Klubkarriere
Opondo startede sin karriere i Bangsbo Freja, inden han skiftede til AaB som U/13-spiller i 2011. Han var i AaB en del af klubbens college. I februar 2014 var Opondo med AaB's superligatrup på træningslejr.
Det blev dog aldrig til et gennembrud i AaB for Opondo.

### Vendsyssel F.F.
Den 5. juli 2016 spillede Opondo med i en træningskamp for Vendsyssel F.F. mod Viborg F.F. Han blev skiftet ind i pausen og scorede to mål i anden halvleg, som Vendsyssel F.F. vandt 4-1. Dagen efter blev det offentliggjort, at Opondo blev udlejet til Vendsyssel F.F. for efteråret 2016. Samtidig med lejekontraktens udløb havde han også kontraktudløb med AaB. Han fik sin debut for Vendsyssel F.F. i 1. division den 24. juli 2016, da han blev skiftet ind som erstatning for Brandão i det 62. minut i et 0-1-nederlag hjemme til HB Køge. I det første halve år, hvor han var på en lejeaftale i klubben, spillede han 12 kampe i 1. division, heraf tre som en del af startopstillingen..
Da lejekontrakten udløb ved udgangen af 2016, skrev han i januar 2017 under på en permanent kontrakt med klubben. Kontrakten havde en varighed af et år, således parterne havde papir på hinanden frem til udgangen af 2017. Efter 2018-19-sæsonen rykkede Vendsyssel F.F. ned i 1. division.

### Odense Boldklub
I midten af juni 2019 blev det offentliggjort, at Opondo havde skrevet under på en fireårig kontrakt med Odense Boldklub. Ifølge Tipsbladet indløste Odense Boldklub frikøbsklausulen på 1.000.000 kr.
Han havde mulighed for at få sin debut for Odense Boldklub i Superligaen den 14. juli 2019, men det blev først i 4. spillerunde, da han den 4. august blev skiftet ind efter 71 minutter som erstatning for Jens Thomasen i en 0-1-sejr ude over Esbjerg fB.

## Landsholdskarriere
Opondo fik sin debut for Uganda den 2. juni 2018 i et 2-1-nederlag til Niger, hvor han spillede 74 minutter.